# BTR-7
BTR-7 "Defender" (BTR-70DI) là một loại xe bọc thép chở quân bánh lốp 8x8 được thiết kế bởi NRMZ ở Ukraina. BTR-7 là mẫu nâng cấp của BTR-70.
Hai động cơ FPT IVECO Tector P4 (Euro 3), mỗi động cơ 150 mã lực, tốc độ tối đa 100 km/h. Tháp pháo có thể được tùy chọn kiểu "Ingul" hoặc "Bug" hoặc với hệ thống phòng thủ chủ động "Zaslon".

## Quốc gia sử dụng
- Ukraina